# Kornel Morawiecki
Kornel Andrzej Morawiecki (Varsó, 1941. május 3. – Varsó, 2019. szeptember 30.) lengyel fizikus, politikus, a Harcoló Szolidaritás mozgalom egyik alapítója és vezetője volt. 2015. november 12-től a Szejm tagja és korelnöke volt. Fia, Mateusz Morawiecki közgazdász és politikus, 2017 decemberétől Lengyelország miniszterelnöke.

## Élete és pályafutása
Morawiecki Varsóban született Lengyelországban, Michał és Jadwiga (született Szumańska) Morawiecki házasságából. 1958-ban a varsói Adam Mickiewicz Gimnáziumban érettségizett. A Wrocławi Egyetemen 1964-ben diplomázott fizikából. Doktori címét 1970-ben szerezte meg a kvantummező elméletéből, Jan Rzewuski témavezetése mellett. Kutatóként dolgozott a Wrocławi Egyetemen, előbb a Fizikai, majd később a Matematikai Intézetben. 1973 után a Wrocław Műszaki Főiskolán dolgozott.
1968-ban diáktüntetéseken és demonstrációkon vett részt. A hallgatói tiltakozások elfojtása után, egy közeli baráti társasággal együtt szerkesztette, nyomtatta és terjesztette azokat a röpiratokat, amelyek elítélték a kommunista kormányt a tiltakozó diákokkal szembeni elnyomás miatt.
1979-től Jan Waszkiewicz-al együtt a Biuletyn Dolnośląski (Alsó-Sziléziai Közlemény) szerkesztője lett, ami titkos sajtóként működött. A Szolidaritás első nemzeti kongresszusának küldötte volt.
1982 májusának végén, Paweł Falickival együtt megalapította a "Harcoló Szolidaritás" mozgalmat, amely egyedülálló politikai ellenzéki szervezet volt Lengyelországban és a szovjet blokk országaiban egyaránt. Ez volt az egyetlen olyan csoport, amely működésének kezdetétől fogva követelte a lengyelországi kommunizmus és más szovjet elnyomások megszüntetését, a Moszkvától független szuverén kormányok létrehozását, a Szovjetunió felbomlását és a Szovjetunió területén fekvő köztársaságok új nemzetállamokba való szétválasztását, valamint Németország újraegyesítését a potsdami határok szerint belül. Végül ezek a dolgok valójában megtörténtek, azonban abban az időben ez a program meglehetősen radikálisnak és irreálisnak tűnt, még ellenzéki körökben is.
A Harcoló Szolidaritás azonban elutasította az erőszak alkalmazását a célok elérése érdekében. Miután 1981-ben szükségállapotot hirdettek Lengyelországban, Morawiecki ellen körözést adtak ki. 1984-ben Czesław Kiszczak tábornok irányelve alapján a Belügyminisztériumban egy külön csoport alakult arra, hogy megfigyeljék azt a több tucat helyszínt, amelyről a hatóságok úgy gondolták, hogy ott felbukkanhat.
1987. november 9-én, 6 évnyi illegalitás után a Służba Bezpieczeństwa (titkos rendőrség) elfogta és letartóztatta Morawieckit Wrocławban, és azonnal Varsóba szállították helikopterrel, ahol bebörtönözték a Rakowiecka börtönben. Annak ellenére, hogy elfogták, senki mást nem ejtettek foglyul a munkatársai közül, sem azok közül, akik abban a 6 évben rejtegették, vagy akik a szervezet levéltárában dolgoztak. 1988. április végén szükséges orvosi kezelés miatt Rómába szállították a kommunista hatóságok (akik abban az időben megpróbálták megszabadulni a "problémás" emberektől), a lengyelországi visszatérésére a katolikus egyház közvetítésével vállaltak garanciát. Három nappal később megpróbált visszatérni Lengyelországba, de az útlevelét elkobozták, és a varsói repülőtérről Bécsbe deportálták.. 1988 szeptemberében, kanadai emberi jogi küldöttként álcázva magát, illegálisan lépett be újra Lengyelországba.
A kommunizmus lengyelországi bukása után, 1990-ben Morawiecki jelöltette magát Lengyelország elnökének, de végül nem tudta összegyűjteni az induláshoz szükséges 100.000 aláírást. Televíziós választási kampánya során szimbolikusan felborított egy kerekasztalt, utalva a lengyel kerekasztal-megállapodásra, amelyről úgy érezte, túlságosan sok engedményt tett a  kommunistáknak.
A független Lengyelországért végzett tevékenységéért, Kazimierz Sabbat elnöksége alatt a lengyel kormány kitüntette a Polonia Restituta (Lengyelország Újjászületése érdemrend) Tiszti keresztjével. 2007 júniusában, a Szolidaritás Mozgalom megszületésének 25. évfordulója alkalmából a Polonia Restituta Nagykeresztjével tüntették ki, azonban azt nem fogadta el, azzal érvelve, hogy az általa képviselt szervezet a lehető legnagyobb állami kitüntetést, a Fehér Sa rendjét érdemelné meg. A cseh miniszterelnök, Mirek Topolánek a Karel Kramář-éremmel tüntette ki, mivel szembeszállt a Varsói Szerződés csehszlovákiai megszállásával 1968-ban.
A 2010-es lengyel elnökválasztás egyik jelöltje volt, de csak a szavazatok 0,13% -át kapta meg, amely nem volt elegendő második fordulóra. A 2015-ös Szejm-választáson a wrocławi választási körzetben Paweł Kukiz „Kukiz15”-ös választási listájának első helyezettje volt, és bejutott a Szejmbe. 2016 áprilisában belekeveredett egy Szejm botrányba is.